# Rania al-Naji
Rania Raed al-Naji (* 29. August 2000 in Doha) ist eine katarische Hammerwerferin.

## Sportliche Laufbahn
Erste internationale Erfahrungen sammelte Rania al-Naji bei den Jugendasienmeisterschaften 2017 in Bangkok, bei denen sie mit 53,24 m den vierten Platz belegte. 2018 siegte sie bei den Arabischen-Juniorenmeisterschaften in Amman und wurde bei den Juniorenasienmeisterschaften im japanischen Gifu mit 50,79 m Fünfte. Ende August belegte sie bei den Asienspielen in Jakarta mit 49,62 m den neunten Platz.